# 瓯江五桥
瓯江五桥也称为沙洲大桥，是浙江省温州市的一座跨瓯江桥梁，北起永嘉县桥头镇壬田村，经西洲岛，南至鹿城区山福镇横山村。大桥全长2512米，其中南桥408.8米，接线606米，中间西洲岛接线660米，北桥274米；宽10米；最大跨径62.8米，共19孔。工程概算3000余万元，1998年7月11 日动工兴建，2000年5月26日正式通车。

## 事故
2016年9月28日晚，受17号台风“鲇鱼”影响，一艘运砂船由于瓯江上游泄洪造成锚链断裂，随水流向下游漂动过程中失控撞上瓯江五桥(南桥)16#墩，造成桥梁损伤。2017年4月19日，修复工程完工恢复正常通行。
2021年5月21日19时51分许，温州市彭发运输有限公司所属的“彭发888”轮，装载880吨石子片，由丽水青田驶往温州龙湾，途径瓯江五桥时触碰防撞墩导致船舶倾翻倒扣江面，随流漂移至白洋水域搁浅。事故造成2名船上人员失踪，构成一般等级水上交通事故。